# Albert I al Saxoniei
Albert (23 aprilie 1828 – 19 iunie 1902) a fost rege al Saxoniei și membru al Casei de Wettin.

## Biografie

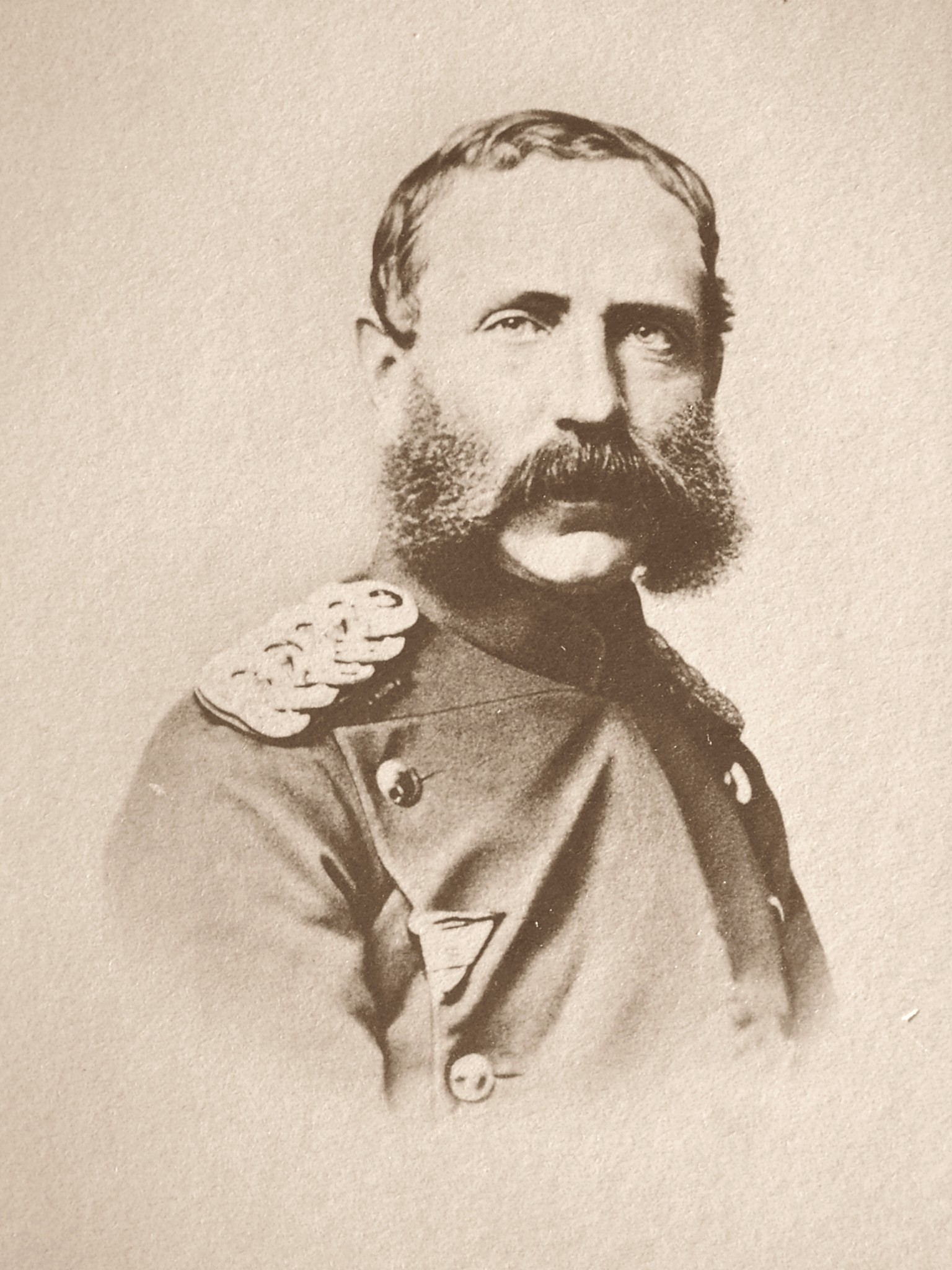
Prințul Albert

A fost fiul cel mare al Prințului Ioan, care i-a succedat fratele său Frederic Augustus al II-lea la tronul saxon sub numele de regele Ioan în 1854, când Albert avea 26 de ani. Mama lui a fost Amalie Auguste de Bavaria, al patrulea copil al regelui Maximilian I de Bavaria și a celei de-a doua soții Carolina de Baden. Ea a fost sora geamănă a Elisabeta Ludovica, care mai târziu a devenit regină a Prusiei ca soție a lui Frederic Wilhelm al IV-lea al Prusiei.
Educația lui Albert, ca de obicei în cazul prinților germani, s-a concentrat într-o mare măsură pe problemele militare, dar el a urmat și cursuri la Universitatea din Bonn. Prima sa experiență de război a venit în 1849, când el a servit drept căpitan în Primul Război Germano-Danez împotriva Danemarcei.
Când a izbucnit Războiul austro-prusac în 1866, Albert, pe atunci Prinț Moștenitor (germană Kronprinz), a preluat comanda trupelor saxone împotriva armatei prusace condusă de Prințul Friedrich Karl al Prusiei. Nu s-a făcut nici o încercare pentru a apăra Saxonia; saxonii au plecat în Boemia și au efectuat o joncțiune cu austriecii. Ei au avut un rol important în bătăliile prin care prusacii au forțat linia de la Jizera și în Bătălia de la Jičín. Totuși Prințul Moștenitor a reușit efectuarea retragerii în stare bună, iar în bătălia decisivă de la Königgrätz (3 iulie 1866) el a ținut extrema stângă a poziției Austriei. Saxonii și-au menținut pozițiile cu multă tenacitate dar au fost implicați în înfrângerea dezastruoasă a aliaților lor.

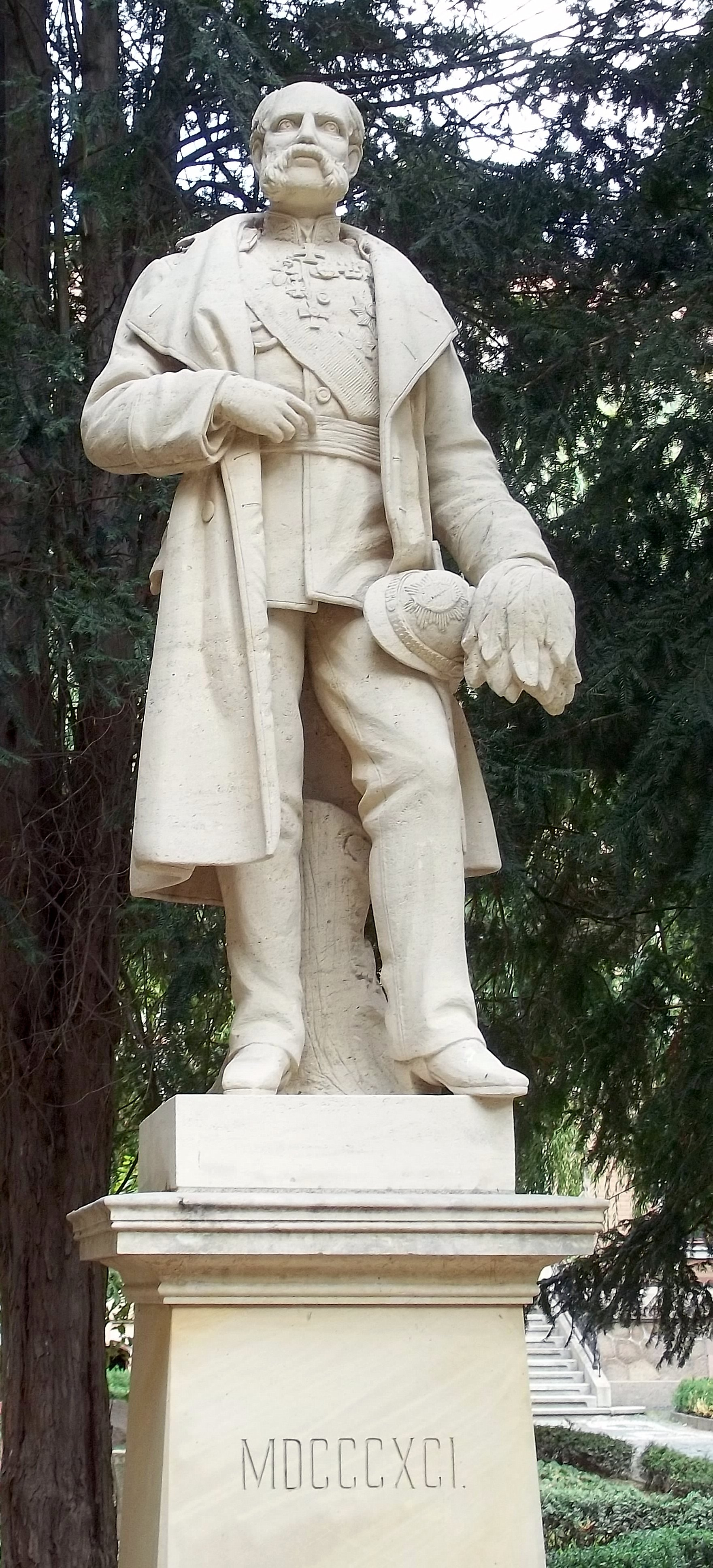
Statuie reprezentând-l pe regele Albert

La izbucnirea Războiului franco-prusac în 1870 el a comandat din nou trupele saxone, care au fost incluse în armata a 2-a sub comnada Prințului Friedrich Karl al Prusiei, vechiul său oponent. În Bătălia de la Gravelotte, ei au format extrema stângă a armatei germane și împreună cu garda prusacă au dat atacul final și decisiv al bătăliei.
Albert a avut un rol principal în operațiunile care au precedat Bătălia de la Sedan. Acțiunile Buzancy și Beaumont de pe 29 și 30 august 1870 s-au luptat sub conducerea sa. În Bătălia de la Sedan (1 septembrie 1870), cu trupele sub ordinea sa, Albert i-a încercuit pe francezi la est și nord.
Comportamentul lui Albert în aceste bătălii a câștigat încrederea completă a armatei. După încheierea Tratatului de la Frankfurt (1871), el a fost lăsat la comanda armatei germane de ocupație, poziție pe care a deținut-o până la căderea Comunei din Paris. La încheierea păcii a fost făcut inspector-general al armatei și mareșal.

### Rege
După decesul tatălui său la 29 octombrie 1873, Prințul Moștenitor i-a suuccedat la tron ca regele Albert. Domnia lui s-a dovedit a fi lipsită de evenimente, el a luat parte puțin la partea publică în politică, dedicându-se afacerilor militare, în care sfaturile și experiența sa au fost de cea mai mare valoare, nu numai pentru corpul saxon, dar și pentru armata germană în general.
În timpul guvernării sale, monarhia saxonă a devenit constituțională.
La Dresda la 18 iunie 1853 Albert s-a căsătorit cu Prințesa Carola, fiica lui Gustav, Prinț de Vasa și nepoata regelui Gustav al IV-lea Adolf.
Albert a murit fără copii și a fost succedat de fratele său, care a devenit regele George.